# Stenygra globicollis
Stenygra globicollis är en skalbaggsart som beskrevs av Kirsch 1889. Stenygra globicollis ingår i släktet Stenygra och familjen långhorningar. Inga underarter finns listade i Catalogue of Life.